# Dyskografia Jermaine’a Dupriego
Poniżej przedstawiona jest dyskografia amerykańskiego rapera, a zarazem producenta muzycznego Jermaine’a Dupriego.

## Albumy
| Rok  | Tytuł                                                                                          | Notowania | Notowania | Notowania | Certyfikacje               |
| Rok  | Tytuł                                                                                          | U.S.      | U.S. R&B  | CAN       | Certyfikacje               |
| ---- | ---------------------------------------------------------------------------------------------- | --------- | --------- | --------- | -------------------------- |
| 1996 | 12 Soulful Nights of Christmas - Wydany: 22 października, 1996 - Wytwórnia: So So Def/Columbia | —         | 57        | —         |                            |
| 1998 | Life in 1472 - Wydany: 21 lipca, 1998 - Wytwórnia: So So Def/Columbia                          | 3         | 1         | 20        | - US: Platyna - CAN: Złoto |
| 2001 | Instructions - Wydany: 30 października, 2001 - Wytwórnia: So So Def/Columbia                   | 15        | 3         | —         |                            |
| 2005 | Young, Fly & Flashy, Vol. 1 - Wydany: 25 lipca, 2005 - Wytwórnia: So So Def/Virgin             | 43        | 12        | —         |                            |

## Single

### Solowe
| Rok  | Utwór                                              | Notowania | Notowania | Notowania | Album                          |
| Rok  | Utwór                                              | US        | US R&B    | Rap US    | Album                          |
| ---- | -------------------------------------------------- | --------- | --------- | --------- | ------------------------------ |
| 1998 | „The Party Continues” (featuring Da Brat & Usher)  | 29        | 14        | 6         | Life in 1472                   |
| 1998 | „Sweetheart” (featuring Mariah Carey)              | 125       | 53        | —         | Life in 1472                   |
| 1998 | „Money Ain’t a Thang” (featuring Jay-Z)            | 52        | 10        | 28        | Life in 1472                   |
| 1999 | „Going Home With Me” (featuring Keith Sweat & ROC) | —         | 57        | —         | Life in 1472                   |
| 2000 | „I've Got to Have It” (featuring Nas & Monica)     | 101       | 67        | 15        | Big Momma's House (Soundtrack) |
| 2001 | „Ballin' Out of Control” (featuring Nate Dogg)     | 95        | 42        | 14        | Instructions                   |
| 2002 | „Welcome to Atlanta” (z Ludacrisem)                | 35        | 15        | 3         | Instructions                   |
| 2005 | „Gotta Getcha” (featuring Johnta Austin)           | 60        | 31        | 15        | Young, Fly & Flashy, Vol. 1    |
| 2010 | „I Herd Um Say”                                    |           |           |           |                                |

### Gościnnie
| Rok  | Utwór                                                                                          | US  | U.S. R&B | U.S. Rap | UK Singles | Album                     |
| ---- | ---------------------------------------------------------------------------------------------- | --- | -------- | -------- | ---------- | ------------------------- |
| 1997 | „We Just Wanna Party With You” (Snoop Dogg featuring Jermaine Dupri)                           | -   | -        | -        | 21         | Men in Black (Soundtrack) |
| 1998 | „With Me” (Destiny’s Child featuring Jermaine Dupri)                                           | -   | -        | -        | 19         | Destiny’s Child           |
| 2000 | „All I Want For Christmas (So So Def Remix)” (Mariah Carey featuring Jermaine Dupri & Bow Wow) | 83  | -        | -        | -          | Merry Christmas           |
| 2001 | „Too Hood” (Monica featuring Jermaine Dupri)                                                   | -   | 111      | -        | -          | All Eyez on Me            |
| 2002 | „Basketball” (Bow Wow featuring Jermaine Dupri & Fabolous)                                     | -   | 44       | 25       | 130        | Like Mike (Soundtrack)    |
| 2003 | „Pop That Booty” (Marques Houston featuring Jermaine Dupri)                                    | 76  | 34       | -        | 23         | MH                        |
| 2003 | „Wat Da Hook Gon Be” (Murphy Lee featuring Jermaine Dupri)                                     | 17  | 11       | 6        | -          | Murphy’s Law              |
| 2005 | „I Think They Like Me” (Dem Franchise Boyz featuring Jermaine Dupri, Da Brat, & Bow Wow)       | 15  | 1        | 1        | -          | On Top of Our Game        |
| 2005 | „Fresh Azimiz” (Bow Wow featuring J-Kwon & Jermaine Dupri)                                     | 23  | 13       | 6        | 21         | Wanted                    |
| 2005 | „It's like That” (Mariah Carey featuring Fat Man Scoop & Jermaine Dupri)                       | 16  | -        | -        | 4          | Wanted                    |
| 2006 | „Stunnas” (Jagged Edge featuring Jermaine Dupri)                                               | -   | -        | -        | -          | The Hits                  |
| 2006 | „Feelin' You” (3LW featuring Jermaine Dupri)                                                   | -   | -        | -        | -          | A Point of No Return      |
| 2006 | „Dem Jeans” (Chingy featuirng Jermaine Dupri)                                                  | 59  | 57       | 19       | 85         | Hoodstar                  |
| 2007 | „I’m Throwed” (Paul Wall featuring Jermaine Dupri)                                             | 54  | 47       | 21       | -          | Get Money, Stay True      |
| 2008 | „Finer Things” (DJ Felli Fel featuring Ne-Yo, Kanye West, Jermaine Dupri, & Fabolous)          | 101 | 80       | 8        | -          | Go Dj                     |
| 2008 | „Stepped on My J’z” (Nelly featuring Ciara & Jermaine Dupri)                                   | 90  | 104      | -        | -          | Brass Knuckles            |
| 2008 | „Good Good” (Ashanti featuring Jermaine Dupri)                                                 | 118 | 30       | 67       | -          | The Declaration           |
| 2009 | „Roc The Mic” (Bow Wow featuring Jermaine Dupri)                                               | -   | -        | -        | -          | New Jack City Part II     |